# AFI 100 Years
AFI 100 Years är en årlig filmceremoni arrangerad av Amerikas filminstitut (American Film Institute, AFI) i syfte att hylla och göra reklam för den amerikanska filmhistorien. Ceremonin skedde för första gången 1998 för att fira att amerikansk film fyllde 100 år. Varje år görs en speciell filmlista, bästa filmsånger, bästa musikaler, bästa filmerna o.s.v. 

## AFI 100 Years - år för år
- 1998: AFI's 100 Years...100 Movies
- 1999: AFI's 100 Years...100 Stars
- 2000: AFI's 100 Years...100 Laughs
- 2001: AFI's 100 Years...100 Thrills
- 2002: AFI's 100 Years...100 Passions
- 2003: AFI's 100 Years...100 Heroes & Villains
- 2004: AFI's 100 Years...100 Songs
- 2005: AFI's 100 Years...100 Movie Quotes
- 2005: AFI's 100 Years of Film Scores
- 2006: AFI's 100 Years...100 Cheers
- 2006: AFI's Greatest Movie Musicals
- 2007: AFI's 100 Years...100 Movies
- 2008: AFI's 10 Top 10